# Inside Job
Inside Job (también conocida como Trabajo confidencial y como Dinero sucio) es un documental de 2010 sobre la crisis financiera de 2008 dirigido por Charles Ferguson. Se estrenó el 5 de mayo en el Festival de Cannes de 2010 y recibió el Premio Óscar Mejor Documental en 2011. Ferguson ha dicho que trata sobre "la sistemática corrupción de los Estados Unidos por la industria de servicios financieros y las consecuencias de dicha corrupción." Su narrador es el actor Matt Damon.

## Sinopsis
El documental Inside Job trata sobre la crisis financiera de 2008. Presenta investigaciones y entrevistas con financieros, políticos, periodistas y académicos. Desde el punto de vista narrativo, su estructura cuenta con varias partes, dedicando su introducción a la crisis financiera en Islandia de 2008 y 2009, continuando con la exposición de las causas de crisis mundial y terminando con un diagnóstico de la situación actual, concluyendo que es insignificante lo que se ha hecho durante la administración de Barack Obama.
La cinta se centra en los cambios de la industria financiera en las décadas pasadas que han llevado a la crisis, los movimientos políticos hacia la desregulación, y cómo la evolución de ámbitos financieros complejos como el mercado de derivados permitieron grandes incrementos en el riesgo financiero adoptado, al permitir eludir las regulaciones que tenían como fin controlar el riesgo sistémico. Al describir el desarrollo de la crisis, la cinta también examina el conflicto de intereses del sector financiero, sugiriendo que se trata de una práctica que en muchas ocasiones se oculta al público. La cinta también indica que estos conflictos atañen a las agencias de calificación de riesgo como a los académicos que son pagados como consultores sin informar al respecto en sus ensayos, oscureciendo y exacerbando la situación que condujo a la crisis.
Uno de los temas principales es la presión de la industria financiera en los procesos políticos con el fin de evitar las regulaciones, y las maneras en que se realizaron dichas presiones. Una situación abordada es la conocida como "puerta giratoria", caracterizada por el amiguismo y la colusión entre el sector público y privado, un sistema en el cual los reguladores financieros pueden ser contratados por el sector financiero tras dejar el gobierno y ganar millones en el proceso.
Dentro de los mercados de derivados, la cinta sostiene que el gran riesgo que comenzó con el crédito subprime, se transmitió de inversionista a inversionista, debido a una cuestionable práctica de clasificación, que de forma falsa indicaba que las inversiones eran seguras. Así, los prestamistas se vieron llevados a firmar hipotecas sin poder considerar los riesgos, o incluso favorecer mayores tasas de interés de los préstamos, debido a que en su momento estos fueron clasificados conjuntamente, y el riesgo estaba escondido. Según la cinta, los productos resultantes tenían clasificaciones AAA, la misma de los Bonos del Estado emitidos por el gobierno de Estados Unidos, lo cual les permitía vendérselos incluso a los fondos de pensiones, entidades que sólo pueden realizar inversiones de máxima seguridad.
Otro tema tratado son los elevados salarios de la industria financiera, y cómo en las últimas décadas han crecido varias veces por encima de los incrementos en los otros sectores. Incluso en los bancos que han quebrado, la cinta muestra cómo sus directores encajaron cientos de millones de dólares en el periodo que precedió a la crisis, de los cuales han conservado su totalidad, dando a entender de nuevo que el equilibrio entre riesgo y beneficio se ha roto.
El documental también examina la función de las universidades en la crisis, explora un tema al que previamente no se le había dado relevancia. Ferguson nota por ejemplo que el economista de Harvard y antiguo director del Consejo de Asesores Económicos bajo la administración Reagan, Martin Feldstein, fue director de la aseguradora AIG y antiguo miembro del consejo directivo del banco de inversión J.P. Morgan & Co.. Ferguson también nota que muchos profesores de renombre y miembros destacados de las escuelas de comercio y de negocios registraban un gran porcentaje de sus ganancias trabajando como consultores u oradores en eventos públicos. Por ejemplo, el actual decano de la escuela de negocios de la Universidad de Columbia, Glenn Hubbard, recibió así cientos de miles de dólares. Hubbard también tiene vínculos con Kohlberg Kravis Roberts y BlackRock Financial. Al igual que el actual director del Departamento de Economía de Harvard, John Y. Campbell, Hubbard contradice la existencia de cualquier conflicto de interés entre la academia y el sector bancario.
La cinta termina afirmando que, a pesar de las últimas regulaciones financieras, el sistema subyacente no ha cambiado. Por el contrario, los bancos restantes son aún más grandes, y los incentivos siguen siendo los mismos.

## Premios y nominaciones
| Premio                                                    | Categoría                 | Resultado |
| --------------------------------------------------------- | ------------------------- | --------- |
| Premios Óscar                                             | Mejor Documental          | Ganador   |
| Chicago Film Critics Association                          | Mejor Documental          | Nominado  |
| Premios de Cine Independiente Gotham                      | Mejor Documental          | Nominado  |
| Premios de la Asociación de Críticos de Cine de Las Vegas | Mejor Documental          | Nominado  |
| Premios de la Asociación de Críticos de Cine Online       | Mejor Documental          | Nominado  |
| Premios de la Asociación de Críticos de Cine de Phoenix   | Mejor Documental          | Nominado  |
| Premios del Sindicato de Escritores                       | Mejor Guion de Documental | Ganador   |
| Premios del Sindicato de Directores                       | Mejor Documental          | Ganador   |

## Recepción de la crítica
Inside Job tuvo una recepción positiva casi unánime por parte de la crítica. En Rotten Tomatoes, posee un 97% de aprobación, sobre 135 comentarios, mientras que en Metacritic su aprobación llega al 88%, basado en 27 comentarios.
A.O. Scott de The New York Times la nombró "mejor película del año" y expresó: "es una película elegante con un paso rápidamente establecido cuyo título sugiere una película de un robo. Es la historia de un crimen sin castigo y de un escándalo que hasta ahora ha escapado de la sanción legal y del estigma social".
Wesley Morris de Boston Globe dijo que Inside Job era "una obra maestra del cine de investigación de no ficción" y añadió: "es una mordaz, deprimentemente cómica, escandalosa y horrible crónica sobre qué y quiénes provocaron la crisis".

### Artículos de prensa
- Celis, Bárbara. El País (25 de marzo de 2011). "El 'yo acuso' de la crisis financiera".
- Salces, Laura. Cinco Días (25 de marzo de 2011). "'Inside Job': historia de la avaricia".
- Lomaberdo, Manuel J. Diario de Sevilla (25 de marzo de 2011). "Los malos de la película".
- Lattman, Peter. New York Times (1 de octubre de 2010). "The Filmmaker Who Does a ‘Job’ on Wall Street". Entrevista al director. (en inglés)
- Garrigasait, Marc. Cotizalia (11 de abril de 2011). "'Inside Job': El documental sobre las causas de la crisis actual".
- David Fernández. Académicos tras la especulación. Los turbios lazos entre profesores universitarios y Wall Street avivan el debate de hasta qué punto el sector financiero ha corrompido el estudio de la economía. 21/5/2011, El País

- Datos: Q645931